# Urbano Monti
Urbano Monti (16 de agosto de 1544-15 de mayo de 1613) (ortografía alternativa: Urbano Monte) fue un cartógrafo milanés.

## Vida
Nació y se crio en Milán, Italia.

## Carrera
Su obra más famosa es el Planisferio.

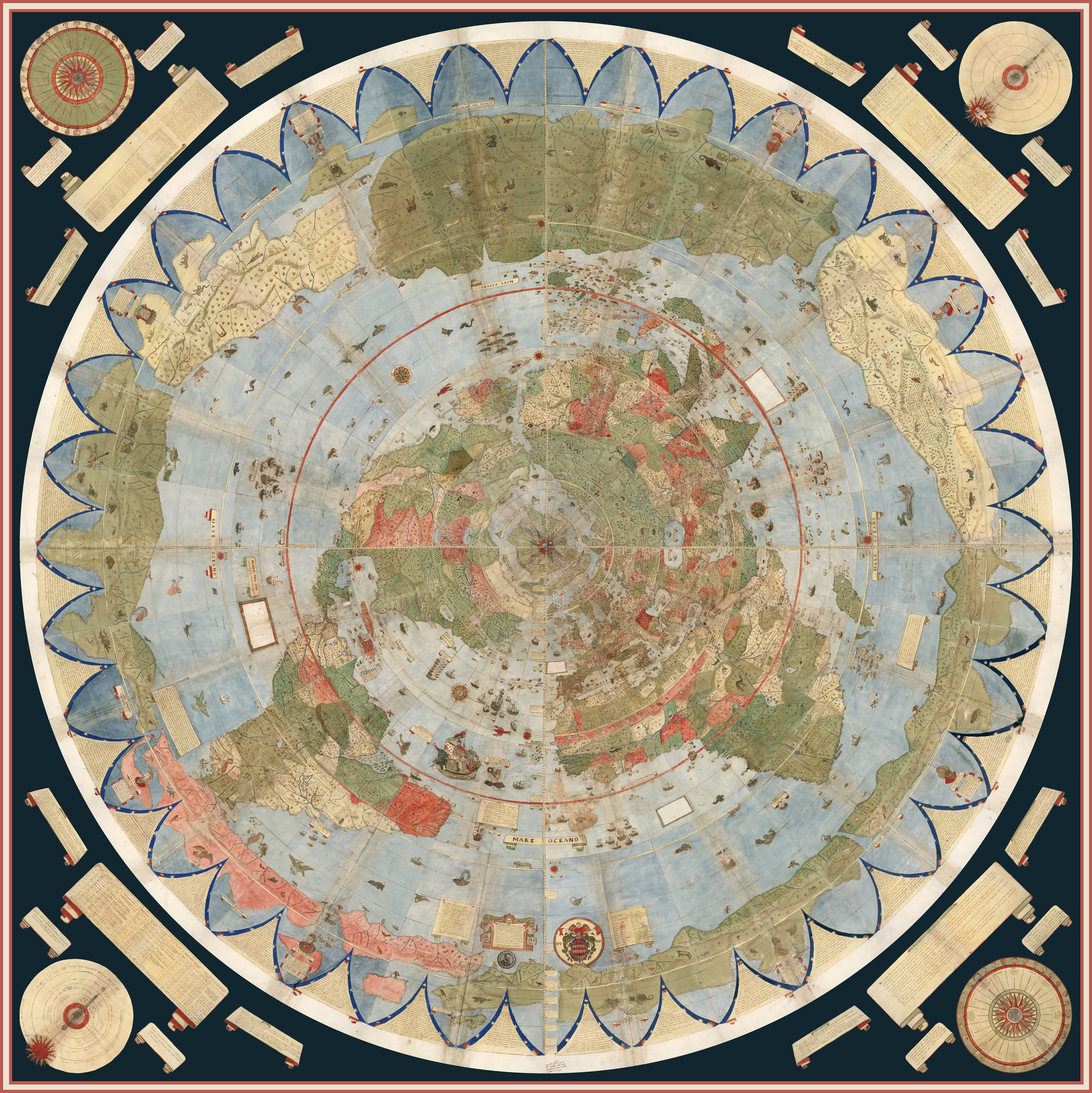
Planisferio de Monti

Algunas de sus obras más conocidas forman parte de la colección de mapas de David Rumsey de la Universidad de Stanford y han sido digitalizadas recientemente.